# النعمانية (نينوى)
النعمانية هي قرية تابعة لمحافظة نينوى في العراق. تقع بالقرب من أطلال مدينة نمرود في قضاء الحمدانية في سهل نينوى.
تعرضت النعمانية لاحتلال الدولة الإسلامية في العراق والشام (داعش) خلال حملتها في أغسطس 2014، لكنها استُعيدت لاحقًا من قبل الفرقة التاسعة للجيش العراقي في 13 نوفمبر 2016 خلال معركة الموصل. وبعد ذلك شرع الجيش العراقي في تطهير القرية من الألغام والقنابل التي زرعها تنظيم داعش.